# لایوش کرستش
لایوش کرستش (انگلیسی: Lajos Keresztes; ۳۰ آوریل ۱۹۰۰ – ۹ اوت ۱۹۷۸) کشتی‌گیر اهل مجارستان بود.